# Psary (gmina)
La gmina de Psary est une commune rurale de la voïvodie de Silésie et du powiat de Będzin. Elle s'étend sur 45,98 km² et comptait 11 219 habitants en 2006. Son siège est le village de Psary qui se situe à environ 6 kilomètres au nord de Będzin et à 17 kilomètres au nord-est de Katowice.

## Villages
La gmina de Psary comprend les villages et localités de Brzękowice Górne, Brzękowice-Wał, Chrobakowe, Dąbie, Goląsza Dolna, Goląsza Górna, Góra Siewierska, Gródków, Malinowice, Preczów, Psary, Sarnów et Strzyżowice.

## Villes et gminy voisines
La gmina de Psary est voisine des villes de Będzin, Dąbrowa Górnicza et Wojkowice et des gminy de Bobrowniki et Mierzęcice.